# Liste der Gouverneure von Tokio
Die Liste der Gouverneure von Tokio enthält alle Gouverneure der Präfektur Tokio sowie außerdem die Bürgermeister der Stadt Tokio, die von 1889 bis 1943 existierte. Bis 1898 war der Gouverneur der Präfektur in Personalunion Bürgermeister der Stadt.

## Historische Titel des Gouverneurs
Der Titel des Gouverneurs änderte sich im Laufe der Zeit mit den Umstrukturierungen der Tokioter Verwaltung:
- Am 1. Juli 1868 wurde in der Meiji-Restauration die Präfektur Edo (Edo-fu) eingerichtet, der Gouverneur hieß Edo-fu chiji (江戸府知事).
- Am 2. Oktober 1868 wurde Edo in Tokio umbenannt, die Position des Gouverneurs hieß folglich Tōkyō-fu chiji (東京府知事).
- Zum 1. Mai 1889 entstand bei der Einrichtung moderner Gebietskörperschaften die Stadt Tokio (Tōkyō-shi). Der Bürgermeister von Tokio (Tōkyō-shichō) wurde gemäß dem shisei tokurei (市制特例), einer Sonderregelung durch kaiserliches Edikt für die Städte Tokio, Osaka und Kyōto, in Personalunion besetzt.
- Zum 1. Mai 1898 wurde die Sonderregelung aufgehoben und der Bürgermeister unabhängig vom Gouverneur ernannt. Zunächst wurde der Bürgermeister beamtisch besetzt; erst ab 1926 wurde der Bürgermeister von Tokio wie in anderen Städten vom Stadtrat (shikai) aus seiner Mitte gewählt.
- Zum 1. Juli 1943 wurden im Pazifikkrieg mit dem Tōkyō-tosei Stadt und Präfektur aufgelöst und die neue Präfektur Tokio (Tōkyō-to) unter Ägide des Innenministeriums eingerichtet. Der Gouverneur hieß nun Tōkyō-to chōkan (東京都長官) und wurde wie ein Minister der Zentralregierung ernannt.
- Am 3. Mai 1947 trat das „Gesetz über lokale Selbstverwaltung“ (chihō-jichi-hō) in Kraft. Der Gouverneur – nun Tōkyō-to chiji (東京都知事) – wurde wie in allen Präfekturen fortan vom Volk direkt gewählt. (Die Stadt Tokio wurde nicht wiederhergestellt, die Präfektur behielt aber einige kommunale Aufgaben: Die 23 Bürgermeister der „Sonderbezirke“ wurden zunächst nur bis 1952 und erst seit 1975 durchgehend vom Volk gewählt. Seit dem Jahr 2000 sind die 23 Bezirke anderen Kommunen im Land rechtlich weitgehend gleichgestellt.)

## Bürgermeister von Tokio 1889–1943
| #                                          | Name                | Amtszeit                       | Herkunft  | Amtszeiten, Bemerkungen                                                                |
| ------------------------------------------ | ------------------- | ------------------------------ | --------- | -------------------------------------------------------------------------------------- |
| Bürgermeister der Stadt Tokio Tōkyō-shichō |                     |                                |           |                                                                                        |
|                                            |                     | 1. Mai 1889 – 1. Okt. 1898     |           | Nach dem shisei tokurei werden die Aufgaben vom Gouverneur der Präfektur wahrgenommen. |
| 1                                          | Matsuda Hideo       | 6. Okt. 1898 – 15. Juni 1903   | Shiga     | 1. Amtszeit                                                                            |
| 2                                          | Ozaki Yukio         | 29. Juni 1903 – 12. Sep. 1908  | Kanagawa  | 1. Amtszeit                                                                            |
| 3                                          | Ozaki Yukio         | 30. Sep. 1908 – 26. Juni 1912  |           | 2. Amtszeit                                                                            |
| 4                                          | Sakatani Yoshirō    | 12. Juli 1912 – 25. Feb. 1915  | Okayama   | 1. Amtszeit                                                                            |
| 5                                          | Okuda Yoshito       | 15. Juni 1915 – 21. Aug. 1917  | Tottori   | 1. Amtszeit                                                                            |
| 6                                          | Tajiri Inajirō      | 5. Apr. 1918 – 27. Nov. 1920   | Kagoshima | 1. Amtszeit                                                                            |
| 7                                          | Gotō Shimpei        | 17. Dez. 1920 – 27. April 1923 | Iwate     | 1. Amtszeit                                                                            |
| 8                                          | Nagata Hidejirō     | 26. Mai 1923 – 8. Sep. 1924    | Hyōgo     | 1. Amtszeit                                                                            |
| 9                                          | Nakamura Yoshikoto  | 8. Okt. 1924 – 8. Juni 1926    | Hiroshima | 1. Amtszeit                                                                            |
| 10                                         | Izawa Takio         | 16. Juli 1926 – 23. Okt. 1926  | Nagano    | 1. Amtszeit                                                                            |
| 11                                         | Nishikubo Hiromichi | 29. Okt. 1926 – 12. Dez. 1927  | Hiroshima | 1. Amtszeit, gewählt                                                                   |
| 12                                         | Ichiki Otohiko      | 7. Jan. 1928 – 14. Feb. 1929   | Kagoshima | 1. Amtszeit, gewählt                                                                   |
| 13                                         | Horikiri Zenjirō    | 24. Apr. 1929 – 12. Mai 1930   | Fukushima | 1. Amtszeit, gewählt                                                                   |
| 14                                         | Nagata Hidejirō     | 30. Mai 1930 – 25. Jan. 1933   |           | 2. Amtszeit, gewählt                                                                   |
| 15                                         | Ushizuka Toratarō   | 10. Mai 1933 – 9. Mai 1937     | Toyama    | 1. Amtszeit (vorher bereits Gouverneur), gewählt                                       |
| 16                                         | Kobashi Ichita      | 28. Juni 1937 – 14. April 1939 | Kumamoto  | 1. Amtszeit, gewählt                                                                   |
| 17                                         | Tanomogi Keikichi   | 24. Apr. 1939 – 19. Feb. 1940  | Hiroshima | 1. Amtszeit, gewählt                                                                   |
| 18                                         | Ōkubo Tomejirō      | 12. Mai 1940 – 22. Juli 1942   | Ibaraki   | 1. Amtszeit, gewählt                                                                   |
| 19                                         | Kishimoto Ayao      | 3. Aug. 1942 – 30. Juni 1943   | Okayama   | 1. Amtszeit, gewählt, Rikugun-Taishō (Generaloberst des Heeres)                        |

## Gouverneure von Tokio seit 1868
Anmerkung: Die Datumsangaben folgen auch vor 1873 dem gregorianischen Kalender, die Jahreszählung durchgehend der westlichen/christlichen.
| #                                                                | Name                 | Amtszeit                                                            | Herkunft  | Amtszeiten, Bemerkungen |
| ---------------------------------------------------------------- | -------------------- | ------------------------------------------------------------------- | --------- | --- |
| Gouverneur der Präfektur Edo Edo-fu chiji                        |                      |                                                                     |           | |
| 1                                                                | Karasumaru Mitsue    | 13. Juli 1868 – 5. Okt. 1868                                        | Kyōto     | 1. Amtszeit |
| Gouverneure der Präfektur Tokio Tōkyō-fu chiji                   |                      |                                                                     |           | |
| 1                                                                | Karasumaru Mitsunori | 5. Okt. 1868 – 20. Dez. 1868                                        | Kyōto     | 1. Amtszeit |
| 2                                                                | Ōki Takatō           | 16. Jan. 1869 – 22. Aug. 1869 bis 24. Juni 1868 gleichzeitig San’yo | Saga      | 1. Amtszeit Mit seinem Rücktritt Daisanji (大参事) der Präfektur Tokio                                                                        |
| 3                                                                | Mibu Motoosa         | 6. Nov. 1869 – 7. Sep. 1871                                         | Kyōto     | 1. Amtszeit |
| 4                                                                | Yuri Kōsei           | 7. Sep. 1871 – 18. Aug. 1872                                        | Fukui     | 1. Amtszeit bereits vor der Entlassung Yuris wurde Ōkubo am 30. Juni zum Gouverneur ernannt                                                   |
| 5                                                                | Ōkubo Ichiō          | 30. Juni 1872 – 19. Dez. 1875                                       | Tokio     | 1. Amtszeit |
|                                                                  | Kusumoto Masataka    | 19. Dez. 1875 – 22. Jan. 1877 gleichzeitig Naimu-Daijō (大丞)       | Nagasaki  | außerordentlicher Gouverneur (権知事, gonchiji)                                                                                               |
| 6                                                                | Kusumoto Masataka    | 22. Jan. 1877 – 12. Dez. 1879                                       | Nagasaki  | 1. Amtszeit |
| 7                                                                | Matsuda Michiyuki    | 12. Dez. 1879 – 6. Juli 1882                                        | Tottori   | 1. Amtszeit |
| 8                                                                | Yoshikawa Akimasa    | 19. Juli 1882 – 13. Juni 1885 gleichzeitig Naimu-Shōyū (少輔)       | Tokushima | 1. Amtszeit |
| 9                                                                | Watanabe Hiromoto    | 13. Juni 1885 – 9. März 1886                                        | Fukui     | 1. Amtszeit |
| 10                                                               | Takasaki Goroku      | 9. März 1886 – 19. Mai 1890                                         | Kagoshima | 1. Amtszeit |
| 11                                                               | Hachisuka Mochiaki   | 19. Mai 1890 – 21. Juli 1891                                        | Tokushima | 1. Amtszeit |
| 12                                                               | Tomita Tetsunosuke   | 21. Juli 1891 – 26. Okt. 1893                                       | Miyagi    | 1. Amtszeit |
| 13                                                               | Miura Yasushi        | 26. Okt. 1893 – 14. März 1896                                       | Ehime     | 1. Amtszeit |
| 14                                                               | Koga Michitsune      | 14. März 1896 – 12. Okt. 1897                                       | Kyōto     | 1. Amtszeit |
| 15                                                               | Okabe Nagamoto       | 12. Okt. 1897 – 16. Juli 1898                                       | Osaka     | 1. Amtszeit |
| 16                                                               | Koizuka Ryū          | 16. Juli 1898 – 12. Nov. 1898                                       | Hyōgo     | 1. Amtszeit |
| 17                                                               | Senge Takatomi       | 12. Nov. 1898 – 25. März 1908                                       | Shimane   | 1. Amtszeit |
| 18                                                               | Abe Hiroshi          | 28. März 1908 – 30. Dez. 1912                                       | Iwate     | 1. Amtszeit |
| 19                                                               | Munakata Tadasu      | 30. Dez. 1912 – 21. April 1914                                      | Kumamoto  | 1. Amtszeit |
| 20                                                               | Kubota Kiyochika     | 21. Apr. 1914 – 2. Juli 1915                                        | Tokio     | 1. Amtszeit |
| 21                                                               | Inoue Tomoichi       | 2. Juli 1915 – 12. Juni 1919                                        | Ishikawa  | 1. Amtszeit |
| 22                                                               | Abe Hiroshi          | 20. Juni 1919 – 27. Mai 1921                                        | Iwate     | 2. Amtszeit |
| 23                                                               | Usami Katsuo         | 27. Feb. 1921 – 16. Sep. 1925                                       | Yamagata  | 1. Amtszeit |
| 24                                                               | Hiratsuka Hiroyoshi  | 16. Sep. 1925 – 5. Juli 1929                                        | Yamagata  | 1. Amtszeit |
| 25                                                               | Nakagawa Kenzō       | 5. Juli 1929 – 9. Okt. 1929                                         | Niigata   | 1. Amtszeit |
| 26                                                               | Ushizuka Toratarō    | 9. Okt. 1929 – 18. Dez. 1931                                        | Toyama    | 1. Amtszeit |
| 27                                                               | Hasegawa Kyūichi     | 18. Dez. 1931 – 12. Jan. 1932                                       | Nagasaki  | 1. Amtszeit |
| 28                                                               | Fujinuma Shōhei      | 12. Jan. 1932 – 27. Mai 1932                                        | Tochigi   | 1. Amtszeit |
| 29                                                               | Kōsaka Masayasu      | 27. Mai 1932 – 4. Jan. 1935                                         | Yamagata  | 1. Amtszeit |
| 30                                                               | Yokoyama Sukenari    | 15. Jan. 1935 – 10. Feb. 1937                                       | Akita     | 1. Amtszeit |
| 31                                                               | Tachi Tetsuji        | 10. Feb. 1937 – 24. Juni 1938                                       | Toyama    | 1. Amtszeit |
| 32                                                               | Okada Shūzō          | 24. Juni 1938 – 7. Jan. 1941                                        | Tochigi   | 1. Amtszeit |
| 33                                                               | Kawanishi Jitsuzō    | 7. Jan. 1941 – 9. Jan. 1942                                         | Hyōgo     | 1. Amtszeit |
| 34                                                               | Matsumura Mitsuma    | 9. Jan. 1942 – 1. Juli 1943                                         | Saga      | 1. Amtszeit |
| Gouverneure bzw. „Amtschefs“ der Präfektur Tokio Tōkyō-to chōkan |                      |                                                                     |           | |
| 1                                                                | Ōdachi Shigeo        | 1. Juli 1943 – 22. Juli 1944                                        | Shimane   | 1. Amtszeit |
| 2                                                                | Nishio Toshizō       | 25. Juli 1944 – 23. Aug. 1945                                       | Tottori   | 1. Amtszeit |
| 3                                                                | Hirose Hisatada      | 23. Aug. 1945 – 15. Jan. 1946                                       | Yamanashi | 1. Amtszeit |
| 4                                                                | Fujinuma Shōhei      | 15. Jan. 1946 – 8. Juni 1946                                        | Tochigi   | insgesamt 2. Amtszeit |
| 5                                                                | Matsui Haruo         | 8. Juni 1946 – 23. Juli 1946                                        | Mie       | 1. Amtszeit |
| 6                                                                | Yasui Seiichirō      | 23. Juli 1946 – 13. März 1947                                       | Okayama   | 1. Amtszeit |
| 7                                                                | Iinuma Kazumi        | 13. März 1947 – 14. April 1947                                      | Fukushima | 1. Amtszeit |
| 8                                                                | Yasui Seiichirō      | 14. Apr. 1947 – 3. Mai 1947                                         |           | 1. Amtszeit durch Volkswahl |
| Gouverneure der Präfektur Tokio Tōkyō-to chiji                   |                      |                                                                     |           | |
| 1                                                                | Yasui Seiichirō      | 3. Mai 1947 – 2. Mai 1951                                           |           | 1. Amtszeit durch Volkswahl, insgesamt 3. Amtszeit                                                                                            |
| 2                                                                | Yasui Seiichirō      | 3. Mai 1951 – 26. April 1955                                        |           | 2. Amtszeit durch Volkswahl, insgesamt 4. Amtszeit                                                                                            |
| 3                                                                | Yasui Seiichirō      | 27. Apr. 1955 – 18. April 1959                                      |           | 3. Amtszeit durch Volkswahl, insgesamt 5. Amtszeit                                                                                            |
| 4                                                                | Azuma Ryōtarō        | 27. Apr. 1959 – 22. April 1963                                      | Osaka     | 1. Amtszeit, Unabhängiger |
| 5                                                                | Azuma Ryōtarō        | 23. Apr. 1963 – 22. April 1967                                      | Osaka     | 2. Amtszeit, Unabhängiger (Wahlunterstützung von LDP)                                                                                         |
| 6                                                                | Minobe Ryōkichi      | 23. Apr. 1967 – 22. April 1971                                      | Tokio     | 1. Amtszeit, Unabhängiger (Wahlunterstützung von SPJ, KPJ)                                                                                    |
| 7                                                                | Minobe Ryōkichi      | 23. Apr. 1971 – 22. April 1975                                      | Tokio     | 2. Amtszeit, Unabhängiger (Wahlunterstützung von SPJ, KPJ)                                                                                    |
| 8                                                                | Minobe Ryōkichi      | 23. Apr. 1975 – 22. April 1979                                      | Tokio     | 3. Amtszeit, Unabhängiger (Wahlunterstützung von SPJ, KPJ, Kōmeitō)                                                                           |
| 9                                                                | Suzuki Shun’ichi     | 23. Apr. 1979 – 22. April 1983                                      | Yamagata  | 1. Amtszeit, Unabhängiger (Wahlunterstützung von LDP, Kōmeitō, DSP)                                                                           |
| 10                                                               | Suzuki Shun’ichi     | 23. Apr. 1983 – 22. April 1987                                      | Yamagata  | 2. Amtszeit, Unabhängiger (Wahlunterstützung von LDP, Kōmeitō, DSP, Neuer Liberaler Klub)                                                     |
| 11                                                               | Suzuki Shun’ichi     | 23. Apr. 1987 – 22. April 1991                                      | Yamagata  | 3. Amtszeit, Unabhängiger (Wahlunterstützung von LDP, Kōmeitō, DSP)                                                                           |
| 12                                                               | Suzuki Shun’ichi     | 23. Apr. 1991 – 22. April 1995                                      | Yamagata  | 4. Amtszeit, Unabhängiger (Wahlunterstützung von LDP, DSP)                                                                                    |
| 13                                                               | Aoshima Yukio        | 23. Apr. 1995 – 22. April 1999                                      | Tokio     | 1. Amtszeit, Unabhängiger |
| 14                                                               | Ishihara Shintarō    | 23. Apr. 1999 – 22. April 2003                                      | Hyōgo     | 1. Amtszeit, Unabhängiger (Wahlunterstützung von Teilen der LDP)                                                                              |
| 15                                                               | Ishihara Shintarō    | 23. Apr. 2003 – 22. April 2007                                      | Hyōgo     | 2. Amtszeit, Unabhängiger (Wahlunterstützung von LDP, Kōmeitō)                                                                                |
| 16                                                               | Ishihara Shintarō    | 23. Apr. 2007 – 22. April 2011                                      | Hyōgo     | 3. Amtszeit, Unabhängiger (Wahlunterstützung von LDP, Kōmeitō)                                                                                |
| 17                                                               | Ishihara Shintarō    | 23. Apr. 2011 – 31. Okt. 2012                                       | Hyōgo     | 4. Amtszeit, Unabhängiger (Wahlunterstützung von Teilen von LDP, Kōmeitō)                                                                     |
| 18                                                               | Inose Naoki          | 18. Dez. 2012 – 24. Dez. 2013                                       | Nagano    | 1. Amtszeit, Unabhängiger (Wahlunterstützung von LDP, Ishin, Kōmeitō)                                                                         |
| 19                                                               | Masuzoe Yōichi       | 12. Feb. 2014 – 21. Juni 2016                                       | Fukuoka   | 1. Amtszeit, Unabhängiger (Wahlunterstützung von LDP, Kōmeitō, Kaikaku)                                                                       |
| 20                                                               | Koike Yuriko         | 31. Juli 2016 – 30. Juli 2020                                       | Hyōgo     | 1. Amtszeit, Unabhängige (Wahlunterstützung von Kagayake TOKYO [Ex-Minna-Fraktion im Präfekturparlament], Jiyū o mamoru kai [Regionalpartei]) |
| 21                                                               | Koike Yuriko         | 31. Juli 2020 – 30. Juli 2024                                       | Hyōgo     | 2. Amtszeit, Unabhängige (Wahlunterstützung von Teilen der LDP, Kōmeitō, Tomin First no Kai)                                                  |
| 22                                                               | Koike Yuriko         | 31. Juli 2024 –                                                     | Hyōgo     | 3. Amtszeit, Unabhängige (Wahlunterstützung aus LDP, Kōmeitō, DVP, Tomin First)                                                               |